# 刘珩 (人类学家)
刘珩（1971年—），男，云南昭通人。中国人类学家。首都师范大学教授。

## 生平
1971年生于云南昭通。2002年以论文《在本主的庇荫下：大理白族本主崇拜研究》获得中央民族大学博士学位。2009-2010年度哈佛大学燕京访问学者。现为首都师范大学外语学院教授、历史学院文明与区域研究中心研究员；人类学高级论坛青年学术委员会主席。
代表性论文有《翻译·文本·话语权力——翻译文本的本土化进程》、《情感的公共与私密：一个人类学研究的新视角》等。

## 译著
- 丹尼尔·麦克尼尔. . 由王积超 / 刘珩 / 石毅翻译 另类丛书. 中国友谊出版公司. 2000年6月. ISBN 9787505716506.
- 杰克·特里锡. . 由刘珩 / 石毅翻译. 北京: 中央编译出版社. 2001年. ISBN 9787801094261.
- 荷兰时代生活图书公司. . 由陈姝波 / 刘珩翻译. 中国青年出版社. 2006年. ISBN 9787500668848.
- 麦克尔·赫兹菲尔德. . 西方人类学新教材译丛. 由刘珩 / 石毅 / 李昌银翻译. 北京: 华夏出版社. 2006年. ISBN 9787508038209.
- 麦克尔·赫兹菲尔德. . 西方人类学新教材译丛. 由刘珩 / 石毅 / 李昌银翻译 修订版. 北京: 华夏出版社. 2008年. ISBN 9787508038209.
- 维克多·特纳. . 国外人类学名著译丛. 由刘珩 / 石毅翻译. 北京: 民族出版社. 2006年. ISBN 9787105082872.